# Trivium (EP)
Trivium – pierwszy minialbum amerykańskiej grupy muzycznej Trivium. Został wydany w styczniu 2003 roku.
Na płycie zarejestrowano siedem utworów trwających w sumie 35 minut i 19 sekund. Wszystkie piosenki to wersje demo.
Muzyka oraz teksty zostały napisane przez Matta Heafy’ego, który w chwili wydania tego albumu miał jedynie 17 lat.

## Lista utworów
1. "To Burn the Eye" – 7:01
2. "Requiem" – 5:01
3. "Fugue" – 4:31
4. "My Hatred" – 4:51
5. "The Storm" – 6:04
6. "Sworn" – 4:27
7. "Demon" – 3:27

## Twórcy
- Matt Heafy – śpiew, gitara
- Travis Smith – perkusja
- Brent Young – gitara basowa
- Jason Suecof – produkcja